# Trioza outeiensis
Trioza outeiensis är en insektsart som beskrevs av Yang 1984. Trioza outeiensis ingår i släktet Trioza och familjen spetsbladloppor. Inga underarter finns listade i Catalogue of Life.